# 職場
職場又稱工作场所，是指发生付酬劳动的物理空间，例如家庭办公室、辦公室、工厂、工厂车间、公司、机关事业单位、私营企业、種植園、遠距工作所在地等場所。